# سارة لان
سارة لان (بالإنجليزية: Sarah Lane)‏ هي راقصة باليه أمريكية، ولدت في 3 أغسطس 1984 في سان فرانسيسكو في الولايات المتحدة.

## وصلات خارجية
- سارة لان على موقع IMDb (الإنجليزية)